# Lista do Patrimônio Mundial na Guatemala
A Organização das Nações Unidas para a Educação, a Ciência e a Cultura (UNESCO) propôs um plano de proteção aos bens culturais do mundo, através do Comité sobre a Proteção do Património Mundial Cultural e Natural, aprovado em 1972. Esta é uma lista do Patrimônio Mundial existente na Guatemala, especificamente classificada pela UNESCO e elaborada de acordo com dez principais critérios cujos pontos são julgados por especialistas na área. A Guatemala, país que abriga grande legado cultural maia e situado no limite setentrional da América Central, ratificou a convenção em 16 de janeiro de 1979, tornando seus locais históricos elegíveis para inclusão na lista.
Os sítios Antigua Guatemala e Parque Nacional de Tikal foram os primeiros locais da Guatemala incluídos na lista do Patrimônio Mundial da UNESCO por ocasião da 3ª Sessão do Comitè do Património Mundial, realizada em Luxor (Egito) em 1979. Desde a mais recente adesão à lista, a Guatemala totaliza 4 sítios classificados como Patrimônio da Humanidade, sendo 3 deles de classificação Cultural e 1 de classificação Mista. 

## Bens culturais e naturais
A Guatemala conta atualmente com os seguintes lugares declarados como Patrimônio da Humanidade pela UNESCO:
| | Antigua Guatemala |
| Bem cultural inscrito em 1979. |                   |
| Localização: Sacatepéquez |                   |
| A cidade de Antigua, sede da Capitania Geral da Guatemala, foi fundada no início do século XVI. Construída a uma altitude de 1.500 metros em uma área de abalos sísmicos, foi em grande parte destruída por um terremoto em 1773. Construída seguindo um traçado quadriculado inspirado nos princípios do Renascimento italiano, Antigua passou a possuir em menos de três séculos um grande número de monumentos soberbos. (UNESCO/BPI) |                   |

| | Parque Nacional de Tikal |
| Bem cultural inscrito em 1979. |                          |
| Localização: Petén |                          |
| Localizado no coração de uma selva de vegetação exuberante, Tikal é um dos locais mais importantes da civilização maia. Foi habitada desde o século VI a.C. até o século X d.C. Seu centro cerimonial inclui magníficos templos e palácios, além de praças públicas acessadas por rampas. Em seu entorno há vestígios dispersos de casas. (UNESCO/BPI) |                          |

| | Parque Arqueológico e Ruínas de Quiriguá |
| Bem cultural inscrito em 1981. |                                          |
| Localização: Izabal |                                          |
| Habitada desde o século II, Quiriguá foi capital de um estado autônomo durante o reinado de Cauac Cielo (723-784). Conserva admiráveis monumentos do século VIII e uma impressionante série de estelas e calendários esculpidos que constituem uma fonte essencial de conhecimento sobre a história da civilização maia. (UNESCO/BPI) |                                          |

| | Parque Arqueológico Nacional de Tak'alik Ab'aj |
| Bem cultural inscrito em 2023. |                                                |
| Localização: Retalhuleu |                                                |
| Tak'alik Ab'aj é um sítio arqueológico localizado na costa pacífica da Guatemala. Sua história de mais de 1.700 anos cobre um período que viu a transição da civilização olmeca ao surgimento da cultura Maia precoce. Tak'alik Ab'aj teve um papel primário nessa transição em parte porque foi vital para as rotas de comércio de longa distância que conectavam o Istmo de Tehuantepec no atual El Salvador. Conceitos e costumes foram compartilhados extensivamente ao longo desta rota. Espaços e construções sagradas foram erguidos de acordo com princípios cosmológicos e ainda podem ser encontrados inovadores sistemas de gestão hidráulica, cerâmicas e arte tumular. Atualmente, grupos indígenas de distintas afiliações consideram o local um espaço sagrado e o visitam regularmente para execução de rituais religiosos. (UNESCO/BPI) |                                                |

## Lista Indicativa
Em adição aos sítios inscritos na Lista do Patrimônio Mundial, os Estados-membros podem manter uma lista de sítios que pretendam nomear para a Lista de Patrimônio Mundial, sendo somente aceitas as candidaturas de locais que já constarem desta lista. Desde 2012, a Guatemala possui 21 locais na sua Lista Indicativa.
| Sítio | Imagem | Localização | Ano | Dados UNESCO | Descrição |
| ----- | ------ | ----------- | --- | ------------ | --------- |
|       |        |             |     |              |           |